# 金光駅

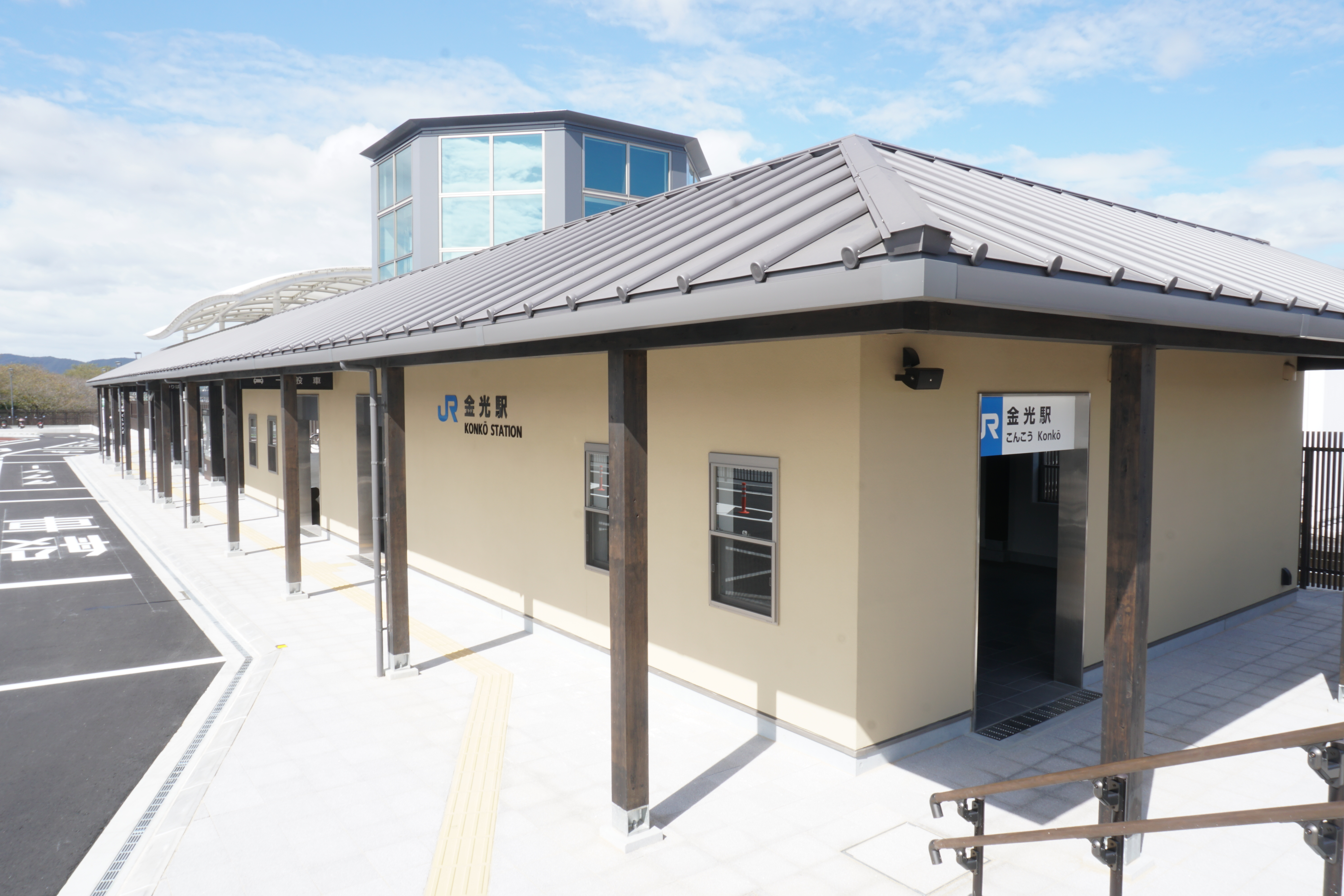
南口（2020年9月）

金光駅（こんこうえき）は、岡山県浅口市金光町占見新田にある、西日本旅客鉄道（JR西日本）山陽本線の駅である。駅番号はJR-W08。

## 概要
旧・金光町及び駅名の由来となった金光教本部の最寄駅である。金光教祭典が行われる日には、ホーム屋根に教団シンボルマークが染められた装飾が吊される。

## 歴史

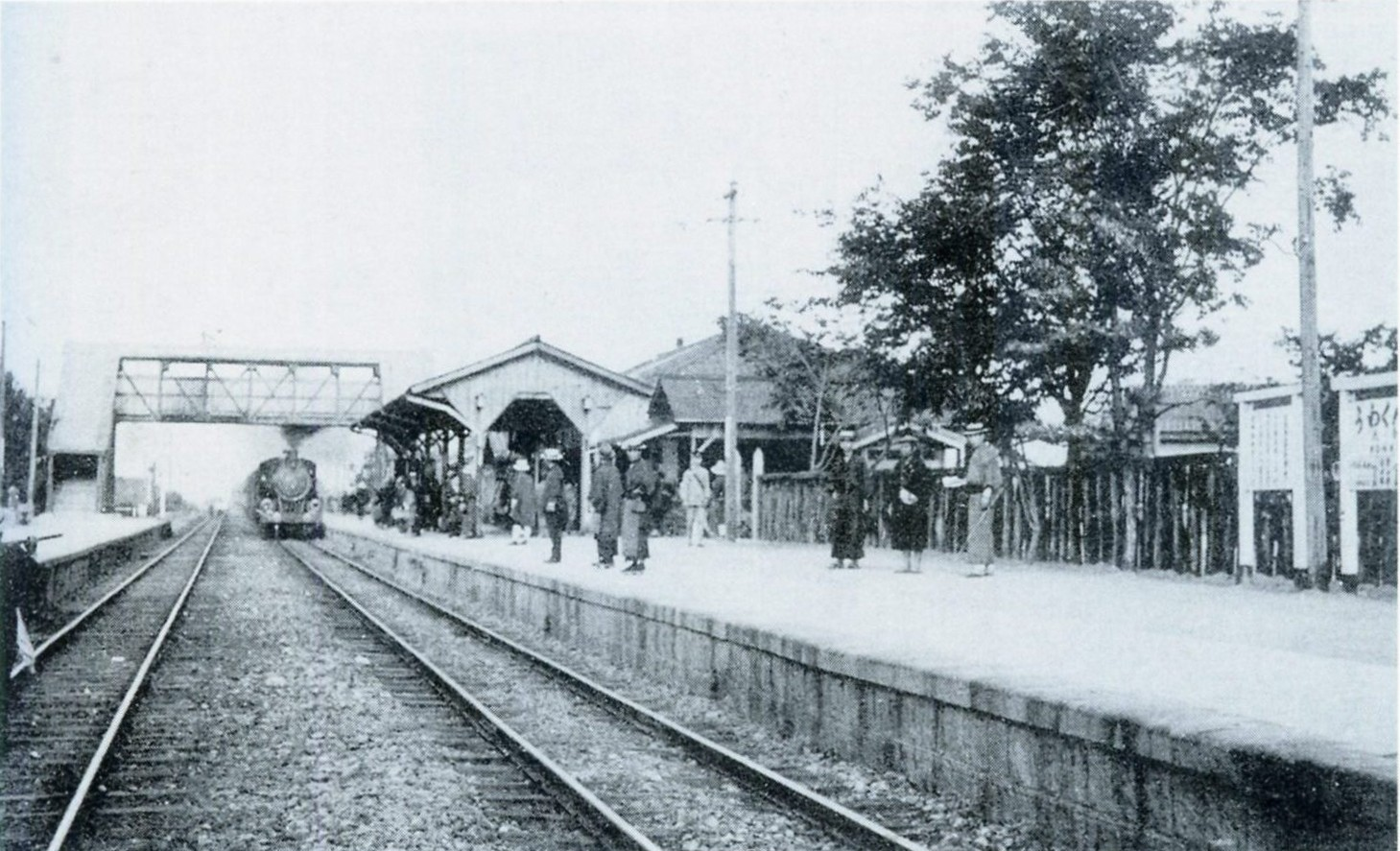
1915年(跨線橋設置)から1925年の金光駅（金神駅）

- 1901年（明治34年）8月4日 - 山陽鉄道の玉島駅（現・新倉敷駅） - 鴨方駅間に金神駅（こんじんえき）として新設[2]。旅客・貨物取扱開始[1]。
- 1902年（明治35年）3月 - 現駅舎（駅本屋）完成。入口右側に「建物財産標」がある。
- 1906年（明治39年）12月1日 - 山陽鉄道国有化[1]、官営鉄道の駅となる。
- 1909年（明治42年）10月12日 - 線路名称制定、山陽本線所属となる。
- 1919年（大正8年）4月1日 - 金光駅（こんこうえき）に改称[1]。
- 1930年（昭和4年）11月15日 - 陸軍特別大演習（正戸山野外統監部）に向かう昭和天皇乗車のお召し列車が、岡山駅 - 当駅間で往復運転[3]。
- 1971年（昭和46年）8月15日 - 貨物の取り扱いを廃止[1]。
- 1985年（昭和60年）2月1日 - 荷物扱い廃止[1]。
- 1987年（昭和62年）4月1日 - 国鉄分割民営化に伴い、西日本旅客鉄道（JR西日本）の駅となる[1]。
- 2007年（平成19年） 9月1日 - ICカード「ICOCA」の利用が可能となる。
- 2016年（平成28年） - CTC化に伴い、改札口とホームに設置されたLED式発車標使用開始[4]。
- 2019年（平成31年）2月 - 金光教の団体臨時列車、いわゆる「金光臨」が大阪から運転。以後、正式発表はないものの金光臨運転はなくなっている。
- 2020年（令和2年）
  - 9月 - 駅ナンバリング導入、使用開始[5][6]。
  - 9月26日 - 一般利用客向けに常設された南改札口使用開始[7][8][9]。
- 2022年（令和4年）
  - 2月28日 - この日限りでみどりの窓口の営業を終了[10]。
  - 3月1日 - 無人駅化[10]。
  - 3月12日 - 快速「サンライナー」廃止[注釈 1]に伴い、普通列車のみ停車となる。同時に当駅折返し列車が4本設定される[11]。

## 駅構造
単式・島式混合2面3線を有する。1番線が単式ホームで、2・3番線が島式ホーム。かつては単式・島式3面4線であり、4番線ホームは金光教の団体列車（通称：金光臨）専用だったが、浅口市の南口整備計画（下記）に伴い使用が停止され、線路が撤去された。また、さらにそれ以前には島式4番線ホームの反対側は同様に団体専用5番線（岡山側に車止めがある行止まり式）であったが、廃止されレールは撤去されていた。
ICOCA利用可能駅（相互利用可能ICカードはICOCAの項を参照）で、2007年（平成19年）夏にICOCA対応の自動改札機（開閉式）が導入された。
みどりの窓口は2022年2月28日に営業終了しているが、みどりの券売機は設置されている。
跨線橋はホームの東西に1つずつあり、東側（岡山方）の跨線橋にはエレベーターが併設されている。更に、4番線ホームにある金光教参拝客専用南改札口（4番線ホーム同様、こちらも通常は閉鎖、ICカード使用不可）に連絡していた。西側（福山方）の跨線橋は1915年（大正4年）に建てられたもので、階段の一番下の柱に「鐵道院」「大正四年」等の文字を見ることが可能。この跨線橋は2009年（平成21年）2月に近代化産業遺産認定を受けた。また、ホーム上屋の一部は鉄道黎明期に使用されていた双頭レールを利用して造られており、当駅の歴史を物語っている。
2012年9月12日、浅口市は、旧4・5番ホームの土地を買収し、南口広場を新設、車が利用可能なロータリーや市営バス、タクシーの各乗り場、駐輪場等を設ける周辺整備事業計画を発表した。財源には合併特例債を活用し、早ければ特例債適用期限内の2015年度完成を目指すと報じられ、その後暫く動きが無かったが、2017年末に旧4・5番ホーム解体工事が開始された。2020年9月26日より、南口広場及び南改札口が使用開始。今後は北口改修工事が行われる予定。北口は市道から駅舎につながる駅前広場に歩道を設置する予定。

### のりば
| のりば | 路線     | 方向 | 行先             | 備考                 |
| ------ | -------- | ---- | ---------------- | -------------------- |
| 1・2   | 山陽本線 | 上り | 新倉敷・岡山方面 | 2番のりばは当駅始発  |
| 3      | 山陽本線 | 下り | 福山・尾道方面   | 広島方面は糸崎で乗換 |

付記事項
- 上り本線は1番のりば、下り本線は3番のりばである。副本線である2番のりばは上下双方への発車が可能なため、事故や各種トラブル、大雨・落雷等に伴うダイヤ乱れの場合には列車折返しに使用される場合がある[注釈 2]。
- 2021年3月13日改正ダイヤでは、平日に下りで快速サンライナー接続待ちを行う列車があった。2022年3月12日改正以降は上り岡山方面への折返しに使用される。

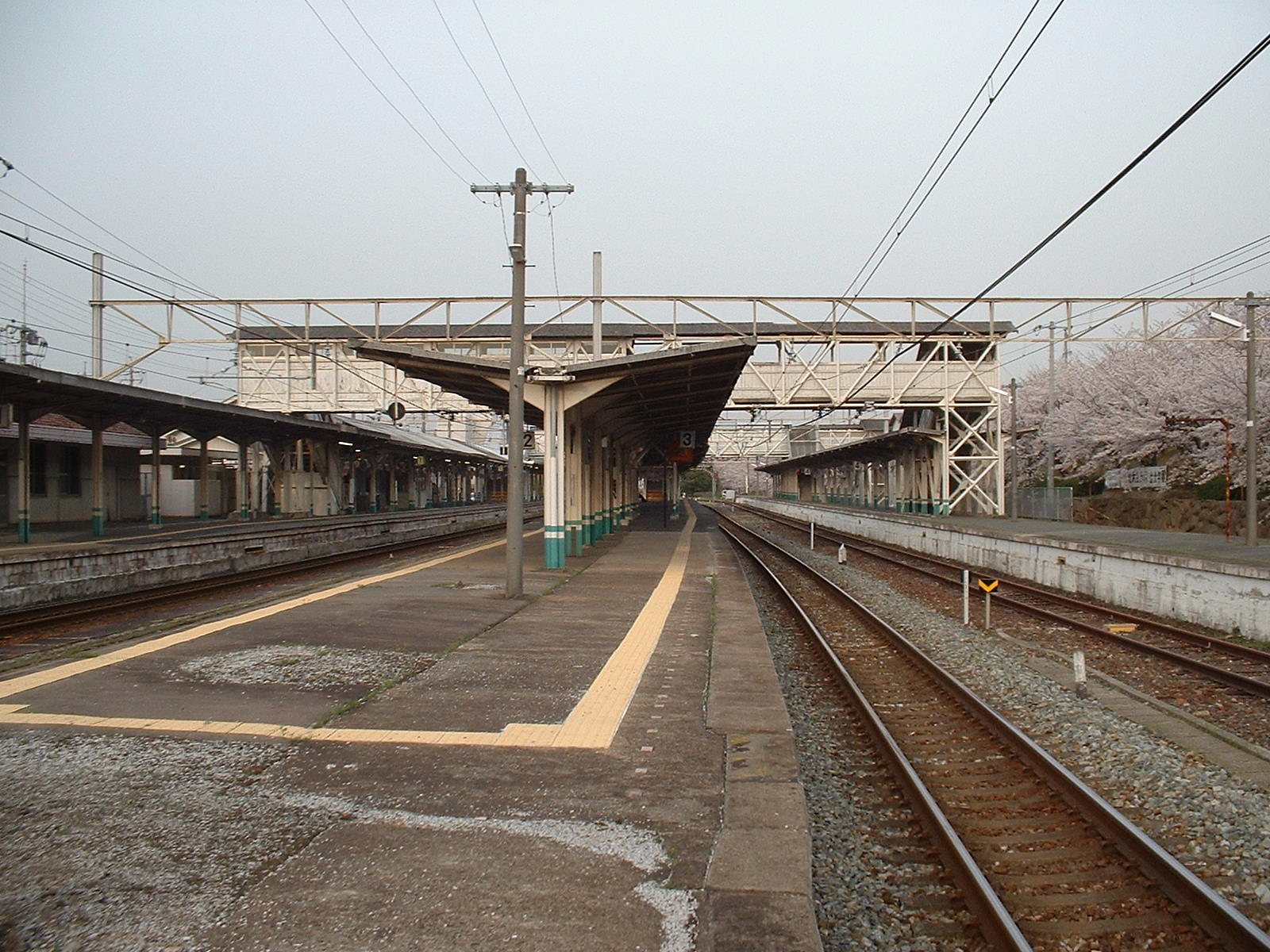
ホーム（2006年4月）
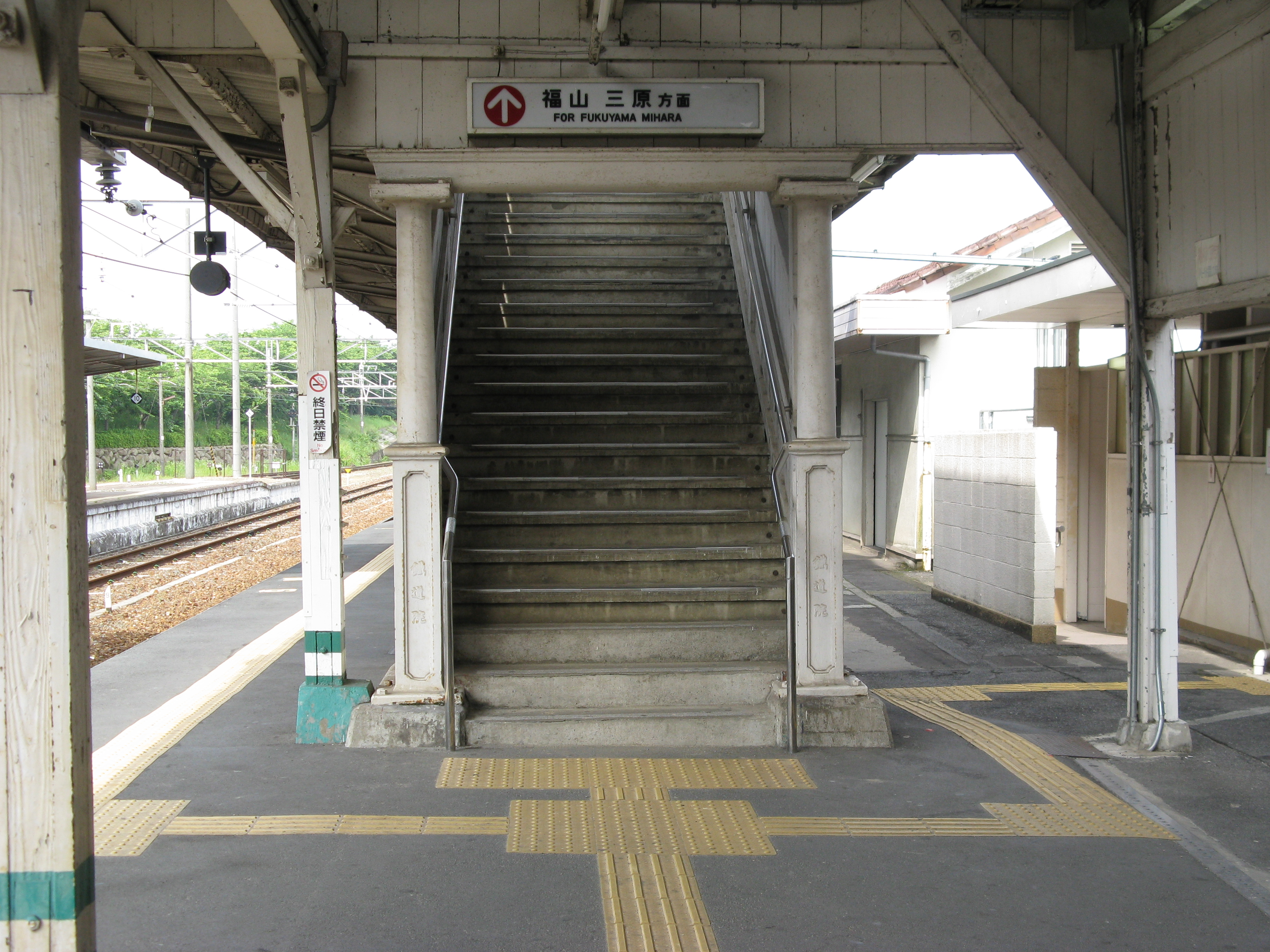
鐵道院の刻印がある跨線橋（1番のりばより）（2008年6月）
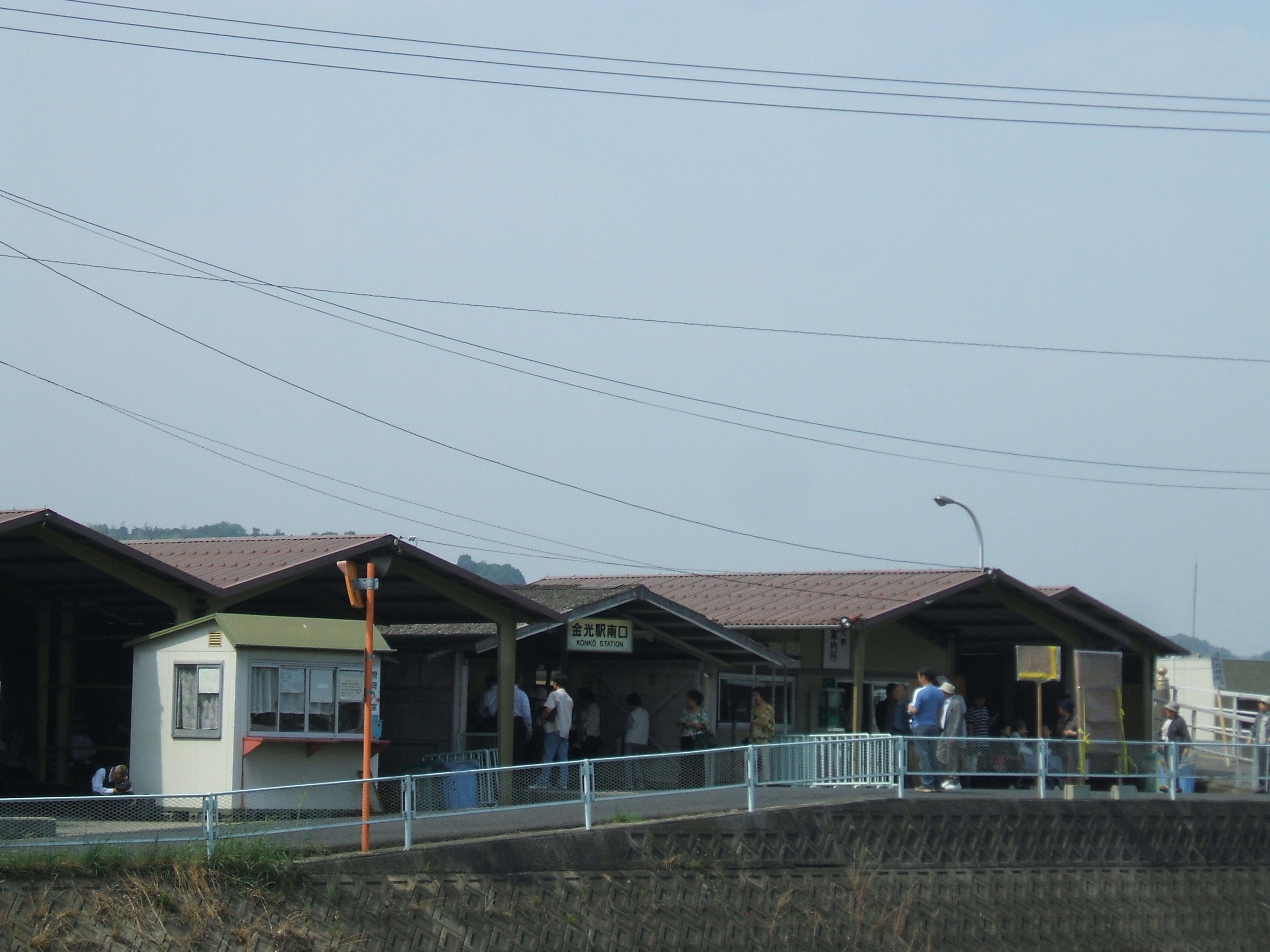
団体利用の際に臨時開設された旧南口（2009年6月）

## 利用状況
近年の1日平均乗車人員の推移は以下の通り
| 乗車人員推移 | 乗車人員推移 |
| 年度         | 1日平均人数  |
| ------------ | ------------ |
| 1999         | 3,127        |
| 2000         | 3,053        |
| 2001         | 2,930        |
| 2002         | 2,895        |
| 2003         | 2,905        |
| 2004         | 2,768        |
| 2005         | 2,723        |
| 2006         | 2,649        |
| 2007         | 2,608        |
| 2008         | 2,580        |
| 2009         | 2,491        |
| 2010         | 2,452        |
| 2011         | 2,399        |
| 2012         | 2,423        |
| 2013         | 2,516        |
| 2014         | 2,352        |
| 2015         | 2,413        |
| 2016         | 2,391        |
| 2017         | 2,350        |
| 2018         | 2,282        |
| 2019         | 2,240        |
| 2020         | 1,990        |
| 2021         | 1,823        |

## 駅周辺

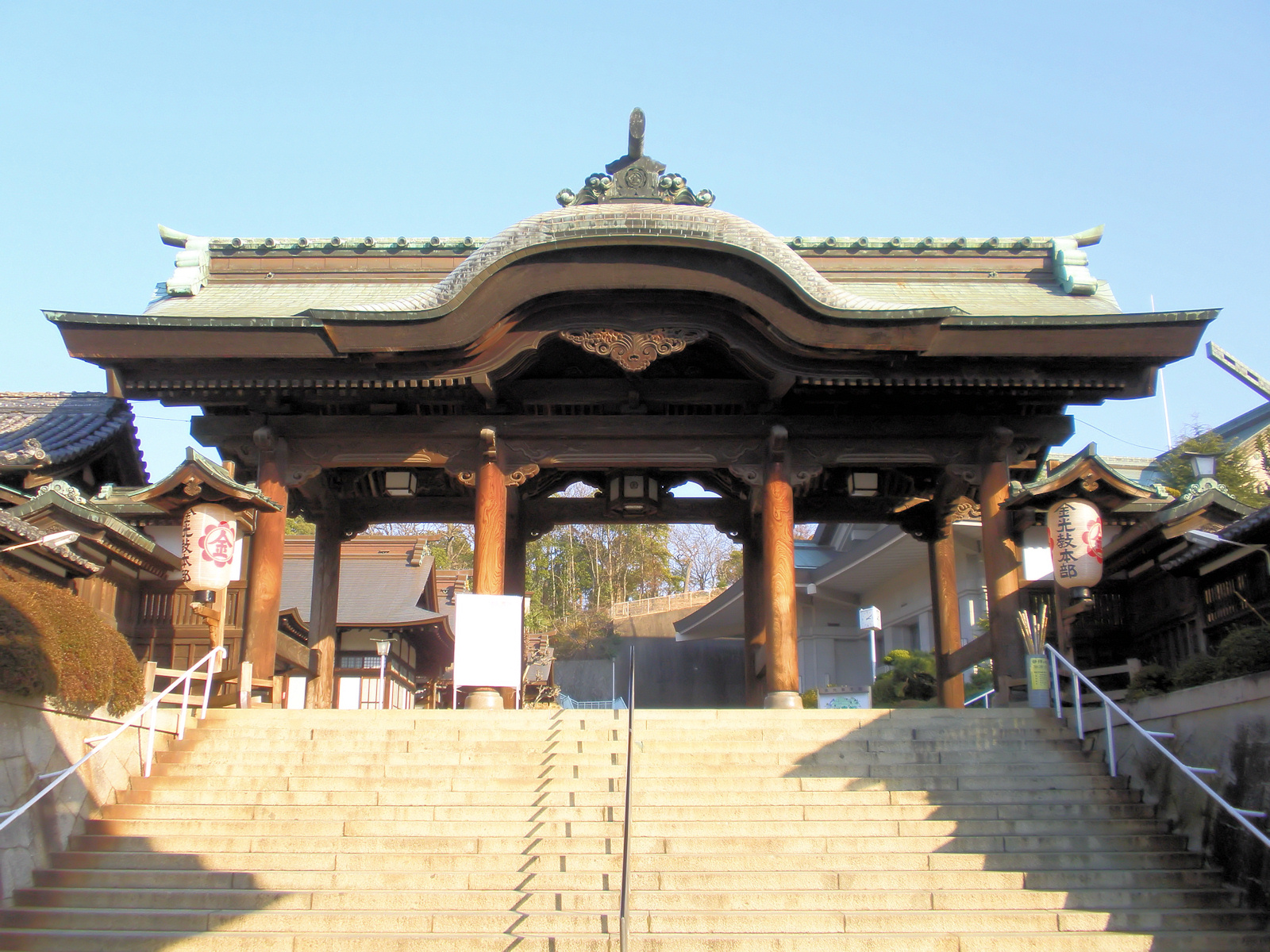
金光教本部の門

北口
- 浅口市役所金光総合支所（旧金光町役場）
- 金光学園中学・高等学校
- マルナカ金光店
- 金光郵便局
- 金光宮黒郵便局
- 中国銀行金光支店
- 玉島信用金庫金光支店

南口
- 金光教本部
- 金悦堂
- 金光病院
- 浅口市立金光さつき図書館

### バス路線
駅北側に「金光駅北口」停留所、駅南側に「金光駅南口」停留所があり、浅口ふれあい号路線が発着する。

## 隣の駅
西日本旅客鉄道（JR西日本）
 山陽本線
新倉敷駅 (JR-W07) - 金光駅 (JR-W08) - 鴨方駅 (JR-W09)